# Dysphania glomulifera
Dysphania glomulifera är en amarantväxtart som först beskrevs av Christian Gottfried Daniel Nees von Esenbeck, och fick sitt nu gällande namn av Paul G. Wilson. Dysphania glomulifera ingår i släktet doftmållor, och familjen amarantväxter. Arten förekommer tillfälligt i Sverige, men reproducerar sig inte.